# Eva Švíglerová
Eva Švíglerová (née le 13 juillet 1971) est une joueuse de tennis tchécoslovaque puis tchèque, professionnelle de la fin des années 1980 à 1994.
Pendant sa carrière, elle a gagné deux tournois WTA (un en simple, un en double).

## Palmarès

### Titre en simple dames
| No | Date       | Nom et lieu du tournoi                | Catégorie | Dotation  | Surface    | Finaliste        | Score         |          |
| -- | ---------- | ------------------------------------- | --------- | --------- | ---------- | ---------------- | ------------- | -------- |
| 1  | 28/01/1991 | Nutri-Metics Bendon Classic, Auckland | Tier V    | 100 000 $ | Dur (ext.) | Andrea Strnadová | 6-2, 0-6, 6-1 | Parcours |

### Finale en simple dames
Aucune

### Titre en double dames
| No | Date       | Nom et lieu du tournoi | Catégorie | Dotation | Surface      | Partenaire    | Finalistes                | Score    |          |
| -- | ---------- | ---------------------- | --------- | -------- | ------------ | ------------- | ------------------------- | -------- | -------- |
| 1  | 26/11/1990 | Nivea Cup São Paulo    | Tier V    | 75 000 $ | Terre (ext.) | Bettina Fulco | Mary Pierce Luanne Spadea | 7-5, 6-4 | Parcours |

### Finale en double dames
| No | Date       | Nom et lieu du tournoi | Catégorie | Dotation  | Surface      | Vainqueures                  | Partenaire        | Score         |          |
| -- | ---------- | ---------------------- | --------- | --------- | ------------ | ---------------------------- | ----------------- | ------------- | -------- |
| 1  | 20/07/1992 | HTC Open Prague        | Tier IV   | 100 000 $ | Terre (ext.) | Karin Kschwendt Petra Ritter | Noëlle van Lottum | 6-4, 2-6, 7-5 | Parcours |

## Parcours en Grand Chelem

### En simple dames
| Année | Open d'Australie | Open d'Australie  | Internationaux de France | Internationaux de France | Wimbledon       | Wimbledon         | US Open         | US Open            |
| ----- | ---------------- | ----------------- | ------------------------ | ------------------------ | --------------- | ----------------- | --------------- | ------------------ |
| 1989  | 1er tour (1/64)  | Conchita Martínez | -                        | -                        | 3e tour (1/16)  | Monica Seles      | -               | -                  |
| 1990  | 1er tour (1/64)  | Pam Shriver       | 3e tour (1/16)           | Jana Novotná             | 1er tour (1/64) | Catherine Tanvier | 1er tour (1/64) | Dinky Van Rensburg |
| 1991  | 1er tour (1/64)  | Anne Smith        | 1er tour (1/64)          | Helena Suková            | 1er tour (1/64) | Wiltrud Probst    | 3e tour (1/16)  | Steffi Graf        |
| 1992  | 1er tour (1/64)  | Stephanie Rehe    | 1er tour (1/64)          | Veronika Martinek        | 1er tour (1/64) | Silke Frankl      | 1er tour (1/64) | Patricia Hy        |

À droite du résultat, l’ultime adversaire.

### En double dames
| Année | Open d'Australie             | Open d'Australie           | Internationaux de France     | Internationaux de France | Wimbledon                   | Wimbledon                  | US Open                     | US Open                 |
| ----- | ---------------------------- | -------------------------- | ---------------------------- | ------------------------ | --------------------------- | -------------------------- | --------------------------- | ----------------------- |
| 1989  | 1er tour (1/32) Ann Grossman | Elise Burgin Lori McNeil   | -                            | -                        | -                           | -                          | -                           | -                       |
| 1990  | 1er tour (1/32) P. Langrová  | L. Neiland N. Zvereva      | 1er tour (1/32) B. Romano    | Mercedes Paz A. Sánchez  | 1er tour (1/32) B. Romano   | L. Neiland N. Zvereva      | 1er tour (1/32) B. Romano   | M. Lindström H. Ludloff |
| 1991  | 2e tour (1/16) A. Strnadová  | L. Neiland N. Zvereva      | 2e tour (1/16) E. Pampoulova | G. Helgeson W. Probst    | 1er tour (1/32) Pospíšilová | J. Capriati Mercedes Paz   | 1er tour (1/32) A. Nohacova | P. Paradis S. Testud    |
| 1992  | 1er tour (1/32) D. Szabova   | Katrina Adams M. Bollegraf | -                            | -                        | -                           | -                          | -                           | -                       |
| 1993  | -                            | -                          | 1er tour (1/32) K. Radford   | A. Fusai C. Suire        | 1er tour (1/32) D. Jones    | MJ Fernández Zina Garrison | -                           | -                       |

Sous le résultat, la partenaire ; à droite, l’ultime équipe adverse.

## Parcours en Coupe de la Fédération
| #                                                                         | Date       | Lieu       | Surface    | Gagnante(s)                      | Perdante(s)                    | Score    |          |
|                                                                           |            |            |            |                                  |                                |          |          |
| 1990 - 1er tour (groupe mondial) - Corée du Sud - Tchécoslovaquie - 0 : 3 |            |            |            |                                  |                                |          |          |
| 1                                                                         | 23/07/1990 | Atlanta    | Dur (ext.) | Regina Kordová Eva Švíglerová    | Kim Il-Soon Lee Jeong-Myung    | 6-2, 6-3 | Parcours |
|                                                                           |            |            |            |                                  |                                |          |          |
| 1990 - 2e tour (groupe mondial) - Australie - Tchécoslovaquie - 1 : 2     |            |            |            |                                  |                                |          |          |
| 2                                                                         | 23/07/1990 | Atlanta    | Dur (ext.) | Kristin Godridge Janine Thompson | Regina Kordová Eva Švíglerová  | 6-2, 6-3 | Parcours |
|                                                                           |            |            |            |                                  |                                |          |          |
| 1991 - 2e tour (groupe mondial) - URSS - Tchécoslovaquie - 1 : 2          |            |            |            |                                  |                                |          |          |
| 3                                                                         | 24/07/1991 | Nottingham |            | Larisa Neiland Natasha Zvereva   | Eva Švíglerová Radka Zrubáková | 6-1, 6-4 | Parcours |
|                                                                           |            |            |            |                                  |                                |          |          |
| 1991 - 1/2 finale (groupe mondial) - Tchécoslovaquie - États-Unis - 0 : 3 |            |            |            |                                  |                                |          |          |
| 4                                                                         | 27/07/1991 | Nottingham |            | Gigi Fernández Zina Garrison     | Regina Kordová Eva Švíglerová  | 6-2, 6-3 | Parcours |

## Classements WTA en fin de saison

### En simple
| Année | 1987 | 1988 | 1989 | 1990 | 1991 | 1992 | 1993 | 1994 |
| Rang  | 512  | 198  | 137  | 89   | 40   | 168  | 133  | 396  |

Source : (en) « Classements de Eva Švíglerová », sur le site officiel du WTA Tour

### En double
| Année | 1987 | 1988 | 1989 | 1990 | 1991 | 1992 | 1993 |
| Rang  | 515  | 294  | 127  | 130  | 107  | 112  | 177  |

Source : (en) « Classements de Eva Švíglerová », sur le site officiel du WTA Tour